# Heinz Schönemann
Heinz Schönemann (* 5. oder 6. Februar 1934 in Leuna) ist ein deutscher Kunsthistoriker und Kunstsammler.

## Leben und Wirken
Heinz Schönemann wurde 1934 als Sohn eines Finanzbeamten geboren. Er besuchte das Merseburger Domgymnasium und studierte anschließend an der Martin-Luther-Universität Halle-Wittenberg Kunstgeschichte, Geschichte sowie Klassische und Orientalische Archäologie. Nach dem Abschluss arbeitete er mehrere Jahre in Schwerin im Bereich der Denkmalpflege. 1958 wurde er Direktor der Galerie Moritzburg. In dieser Funktion konnte er Werke der von den Nationalsozialisten diffamierten sogenannten „entarteten Kunst“ zurückholen und auch Arbeiten junger DDR-Künstler wie 1965 das Gemälde Kain von Wolfgang Mattheuer erwerben. Anfang der 1960er Jahre richtete er mit Unterstützung des Direktors der Leunawerke im Plastik-Park Leuna einen Ausstellungsraum ein, der ab 1963 Dauerausstellungen zeigte.
1968 nahm er ein Angebot des damaligen Direktors Joachim Mückenberger der Staatlichen Schlösser und Gärten Potsdam-Sanssouci an und wurde dort zunächst Leiter der Abteilung Schlösser, ab 1978 stellvertretender Generaldirektor und ab 1995 Stiftungskonservator.
1974 lernte er in Vorbereitung einer Ausstellungseröffnung zu Wieland Förster den Bürgerrechtler Rudolf Tschäpe kennen, mit dem ihn seitdem eine familiäre Freundschaft verband und mit dem er Veranstaltungen im Kunst- und Kulturbereich organisierte. 1990 übernahm Schönemann auf Bitte von Rudolf Tschäpe die Hängung der Plakate von Klaus Staeck im ehemaligen Gefängnis der Staatssicherheit.
Heinz Schönemann wurde 1990 an der Humboldt-Universität zu Berlin zum Dr. sc. promoviert. Etwa 1999 ging er in den Ruhestand. 2004 gestaltete er aus Anlass seines 70. Geburtstages in Berlin-Wannsee in der Galerie Mutter Fourage die Ausstellung Gespräche zur Zeit – Malerei, Plastik, Grafik aus der Sammlung eines Kunsthistorikers, auf der er unter anderem Werke von Edith Dettmann, Theo Balden, Wolfgang Mattheuer, Uwe Pfeifer und Magnus Zeller aus seiner Sammlung zeigte.

## Schriften
- Die Orangerie in Neustrelitz. Seemann, Leipzig 1964, DNB 364582227 (online).
- mit Joachim Uhrbach: Gerhard Geyer. Ausstellungskatalog. Staatliche Galerie Moritzburg, Halle 1967, DNB 576097977.
- mit Harri Günther, Sibylle Harksen: Der Neue Garten. Staatliche Schlösser und Gärten Potsdam-Sanssouci, Potsdam 1970, DNB 576097969.
- Wolfgang Mattheuer. Seemann, Leipzig 1988, ISBN 3-363-00071-5.
- Wolfgang Mattheuer. Rede in Coburg. Edition Galerie Schwind, Frankfurt am Main 2000, ISBN 3-932830-39-3.
- (Mitautor): Sieger der Geschichte. Tribüne, Berlin 1969, DNB 458946931.
- mit Klaus Werner: Edmund Kesting. Zum 100. Geburtstag. Gemälde, Arbeiten auf Papier, Fotografien. Ausstellungskatalog. Galerie Döbele, Stuttgart 1992, DNB 921437102.
- (Hrsg.): Peter Joseph Lenné. Katalog der Zeichnungen. Wasmuth, Tübingen/Berlin 1993, ISBN 3-8030-2805-1.
- Text zu Karl Friedrich Schinkel: Charlottenhof, Potsdam-Sanssouci. Edition Menges, Stuttgart/London 1997, ISBN 3-930698-12-9.
- (Mitautor): Wolfgang Peuker, 1945–2001. Malerei und Zeichnungen. MCM-Art, Berlin 2004, ISBN 3-9807734-7-7.
- Michael Otto: Regierungsviertel und andere Schaustücke. Eine Bilderfolge. Mit einem Essay von Heinz Schönemann. Kramer, Berlin 2007, ISBN 978-3-87956-323-4.
- mit Helfried Strauß: Sanssouci. Skulptur im Park. Mitteldeutscher Verlag, Halle (Saale) 2010, ISBN 978-3-89812-720-2.
- Max Kiesow, ein Malerleben. Spurensuche zwischen Geheimnis und Taumel. Mit Textbeiträgen von Marie Kiesow und Manfred Wetzel. MCM-Art 2010, ISBN 978-3-9811946-6-1.
- Matthias Rataiczyk (Hrsg.): Uwe Pfeifer – Wahlverwandte & Idole. Mit Textbeiträgen von Heinz Schönemann u. a. Kunstverein „Talstrasse“, Halle (Saale) 2017, ISBN 978-3-932962-92-9.
- Das wechselnde Verhältnis von Alt und Neu. Essay. In: Bernd Göbel: Medaillen. Das wechselnde Verhältnis von Alt und Neu. Mitteldeutscher Verlag, Halle (Saale) 2012, ISBN 978-3-89812-916-9, S. 7–42.